# Закон оптимума
Зако́н о́птимума (в экологии) — экологический закон, заключающийся в утверждении, что любой экологический фактор имеет определённые пределы положительного влияния на живые организмы.
Результаты действия переменного фактора зависят, прежде всего, от силы его проявления, или дозировки. Факторы положительно влияют на организмы лишь в определенных пределах. Недостаточное либо избыточное их действие сказывается на организмах отрицательно.
Зо́на оптимума — это тот диапазон действия фактора, который наиболее благоприятен для жизнедеятельности. Отклонения от оптимума определяют зоны пессимума. В них организмы испытывают угнетение.
Минима́льно и максима́льно переноси́мые значе́ния фа́ктора — это критические точки, за которыми организм гибнет. Благоприятная сила воздействия называется зоной оптимума экологического фактора или просто оптимумом для организма данного вида. Чем сильнее отклонение от оптимума, тем больше выражено угнетающее действие данного фактора на организмы (зона пе́ссимума).
Закон оптимума универсален. Он определяет границы условий, в которых возможно существование видов, а также меру изменчивости этих условий. Виды чрезвычайно разнообразны по способности переносить изменения факторов. В природе выделяются два крайних варианта — узкая специализация и широкая выносливость. У специализированных видов критические точки значения фактора сильно сближены, такие виды могут жить только в относительно постоянных условиях. Так, многие глубоководные обитатели — рыбы, иглокожие, ракообразные — не переносят колебания температуры даже в пределах 2-3 °C. Растения влажных местообитаний (калужница болотная, недотрога и др.) моментально вянут, если воздух вокруг них не насыщен водяными парами. Виды с узким диапазоном выносливости называют стенобионтами, а с широким — эврибионтами. Если нужно подчеркнуть отношение к какому-либо фактору, используют сочетания «стено-» и «эври-» применительно к его названию, например, стенотермный вид — не переносящий колебания температур, эвригалинный — способный жить при широких колебаниях солености воды и т. п.